# Добрівляни (Чортківський район)

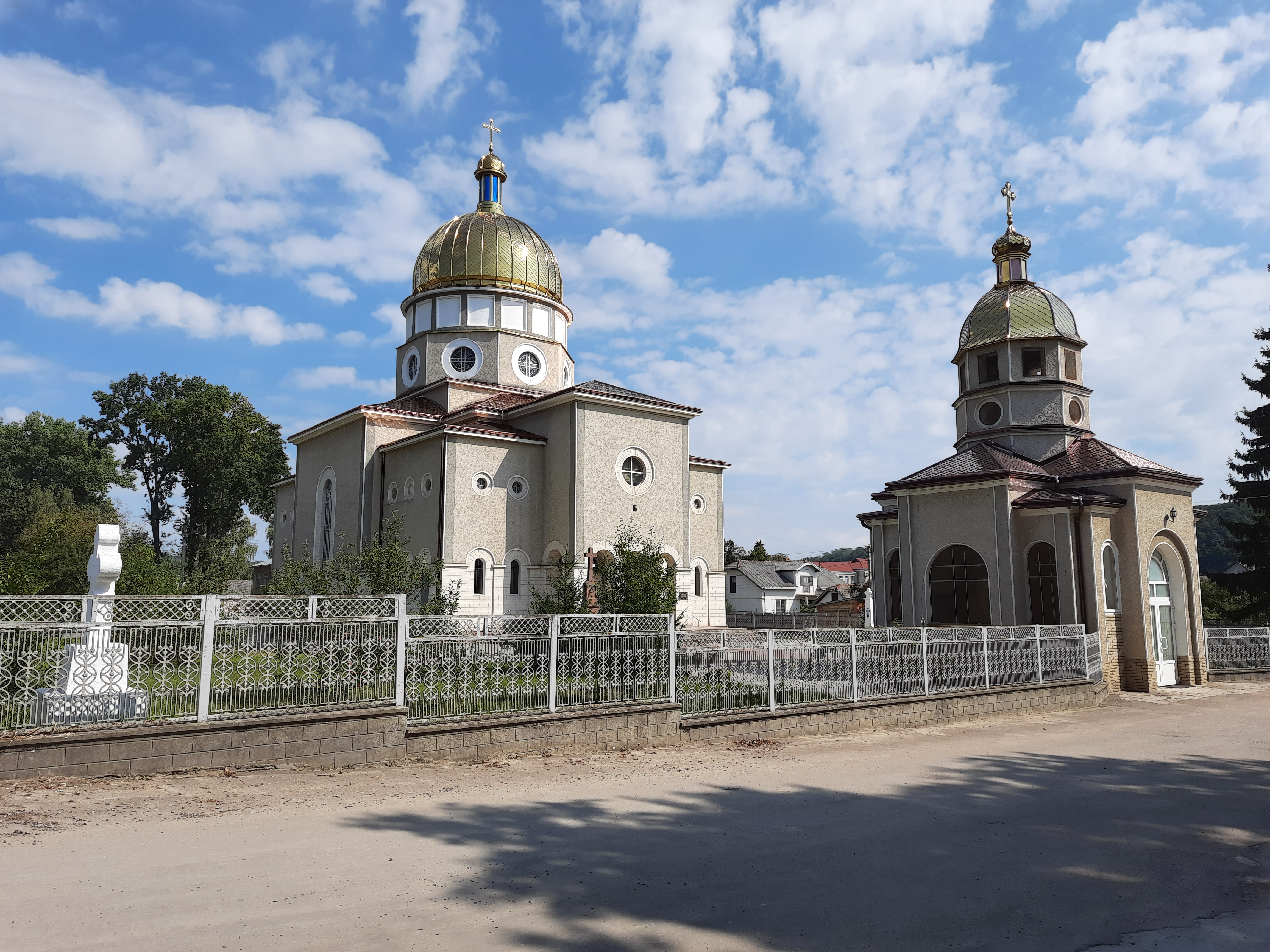
Церква Царя Христа 1943р

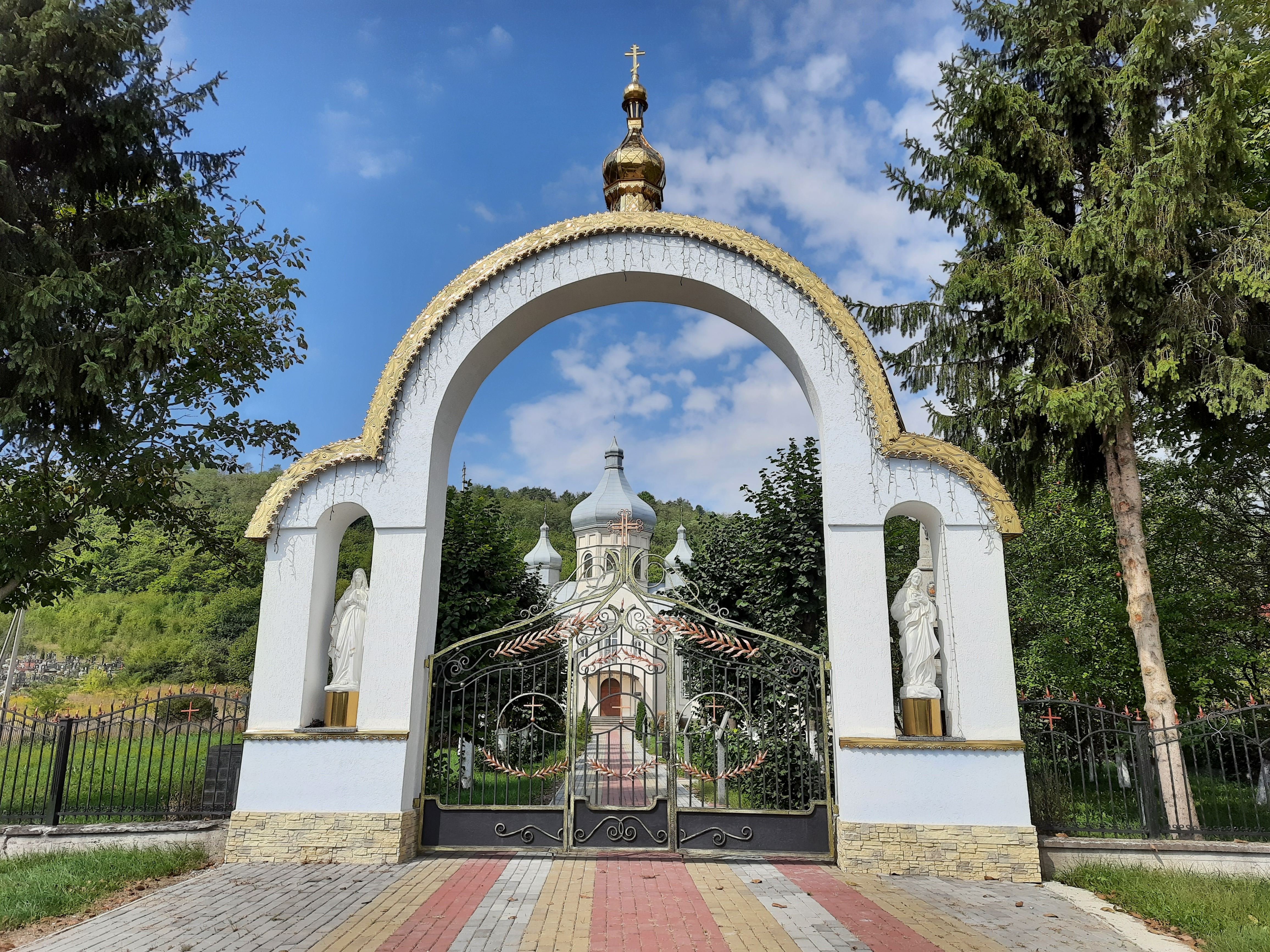
Вхідна брама церкви Димитрія Солунського

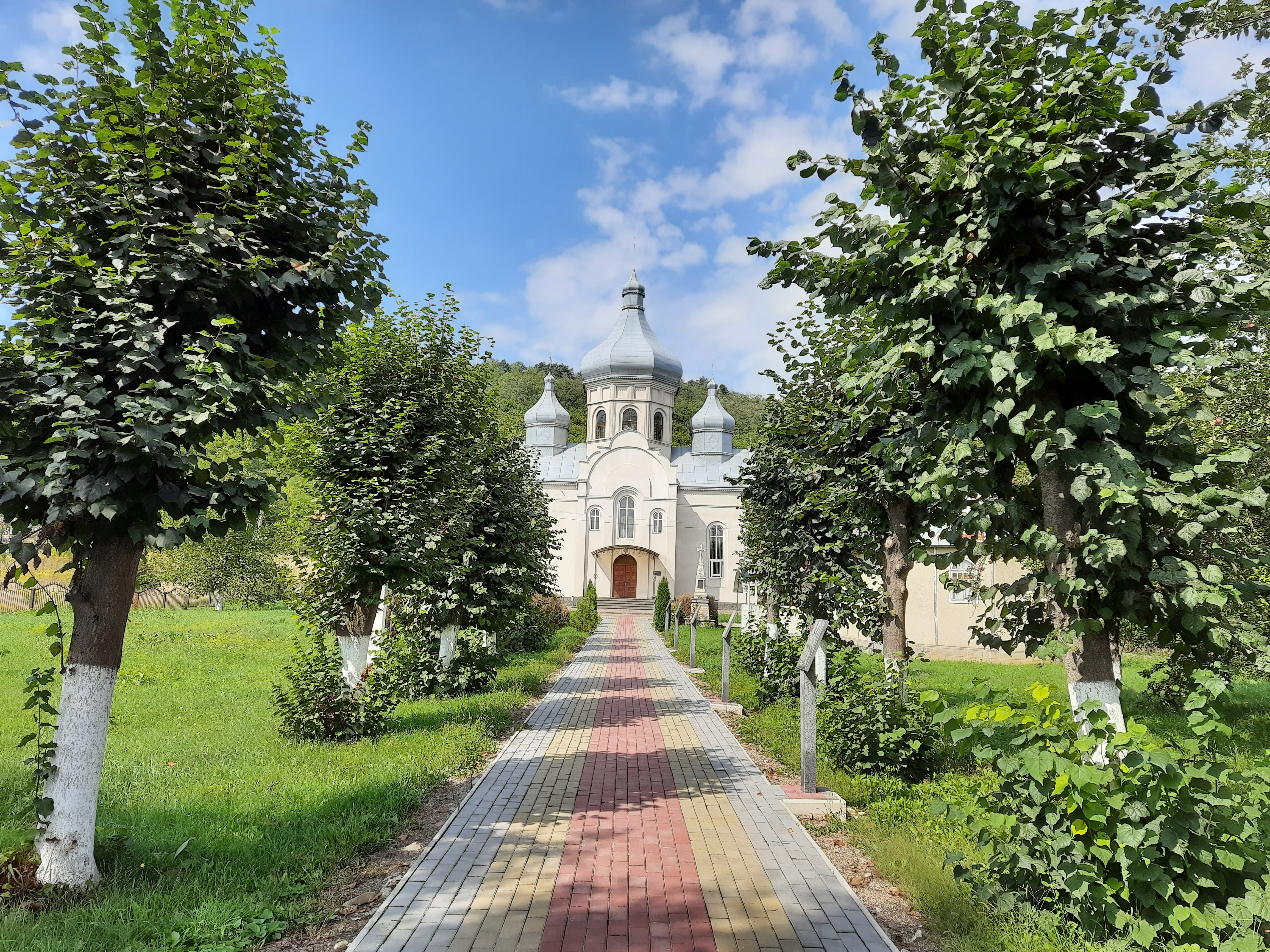
Церква Димитрія Солунського 2002р

Добрівля́ни — село в Україні, у Заліщицькій міській громаді Чортківського району Тернопільської області. Розташоване на річці Дністер, на півдні району за 125 км від обласного центру. До 2020 центр сільради.
Через Добрівляни до серпня 2012 року пролягав автошлях Т 2015 Заліщики — Борщів — Мельниця-Подільська.
Населення — 2002 особи (2003).

## Історія
Поблизу Добрівлян виявлено археологічні пам'ятки трипільської культури, культури Ноа, могильник княжої доби, збереглися земляні укріплення давніх часів.
Перша писемна згадка — 1440.
У 1767 році води Дністра принесли церкву, яку в Добрівлянах встановили. Незабаром прибули люди з села у Прикарпатті та відвезли її на місце. 1780-ті під час повені ця історія повторилася; коли приїхали по церкву, її вже не розбирали.
У 1894–1896 роках у Добрівлянах була епідемія чуми.
У 1928—1929 роках тут вивчав пам’ятки трипільської культури та здійснив пробні розкопки Олег Ольжич.
У 1936 р. засновано польську колонію “Сміґлова”.
До 1939 р. діяли філії товариств “Просвіта” (від 1892 р., засновники Юрко Головяник і Михайло Війтюк), “Січ”, “Луг” (від 1926 р., засновник Федір Юрійчук), “Сільський господар” (1936 р., 1-й голова Микола Клічук), “Рідна школа”, “Союз Українок” (голова Олена Клічук), а також кооператива “Надія” (бл. 1910 р., засновник Михайло Ґойман; 1936 р. відновлена під назвою “Сад”), молочарня, каса-“райфайзенка” (1908), театральний, хоровий, оркестровий, самоосвітній гуртки.
До 1939 року це був центр виноробства. Щороку тут проводили традиційне свято, «Винобрання» («Вінобранє»), на яке приїжджали з усієї тодішньої Польщі. До того ж, Заліщики славилися як кліматичний курорт із чудовими пляжами на Дністрі. Зі Львова курсував прямий поїзд до Заліщиків (тепер цієї прямої залізничної лінії немає).
1941 — село затоплене, через це німецька влада звільнила жителів від податків.
Від 5 липня 1941 р. до 18 квітня 1944 р. село – під нацистською окупацією. 1944 р. – затоплене, тому німецька влада звільнила жителів від податків. Під час німецько-радянської війни у Червоній армії загинуло 45 жителів села, 36 пропали безвісти (1944–1945). У 1944–1953 рр. за участь у національно-визвольній боротьбі ув’язнено близько 30 осіб; загинув борець ОУН і УПА Микола Довганик (1926 р. н.).
Серед учасників національно-визвольних змагань: зв’язкова, політв’язень Парасковія Красько-Довганик (“Груша”; 1925 р. н.), вояк УГА Гриць Слюсар (1886 р. н.);  до Юнацтва ОУН належали: Михайло Війтюк (1928 р. н.), Марія Доміна (1925 р. н.), Василь Лугофет (1928 р. н.), Анастасія Парасимчук (1922 р. н.), Ганна Романко (1919 р. н.), Марія Свіченюк (1922 р. н.), Михайло Ткачик (1921 р. н.).
У 1947 р. створено народний аматорський хор “Добровляни”; цього ж року в селі був організований колгосп. 1978–1990 рр. Добрівляни були приєднані до Заліщиків.
12 червня 2020 року, відповідно до розпорядження Кабінету Міністрів України № 724-р «Про визначення адміністративних центрів та затвердження територій територіальних громад Тернопільської області» увійшло до складу Заліщицької міської громади.
19 липня 2020 року, в результаті адміністративно-територіальної реформи та ліквідації Заліщицького району, увійшло до складу новоутвореного Чортківського району.

## Походження назви
Назва походить від дерев, які колись часто росли на цій території. В іншій легенді йдеться про «Добру Уляну», яка зробила багато доброго для села. В її честь назвали село.

## Населення

### Мова
Розподіл населення за рідною мовою за даними перепису 2001 року:
| Мова       | Кількість | Відсоток |
| ---------- | --------- | -------- |
| українська | 1974      | 99.7%    |
| російська  | 6         | 0.3%     |
| Усього     | 1980      | 100%     |

## Пам'ятки
- церква Ісуса Христа (1943),
- церква святого Димитрія Солунського (2002),

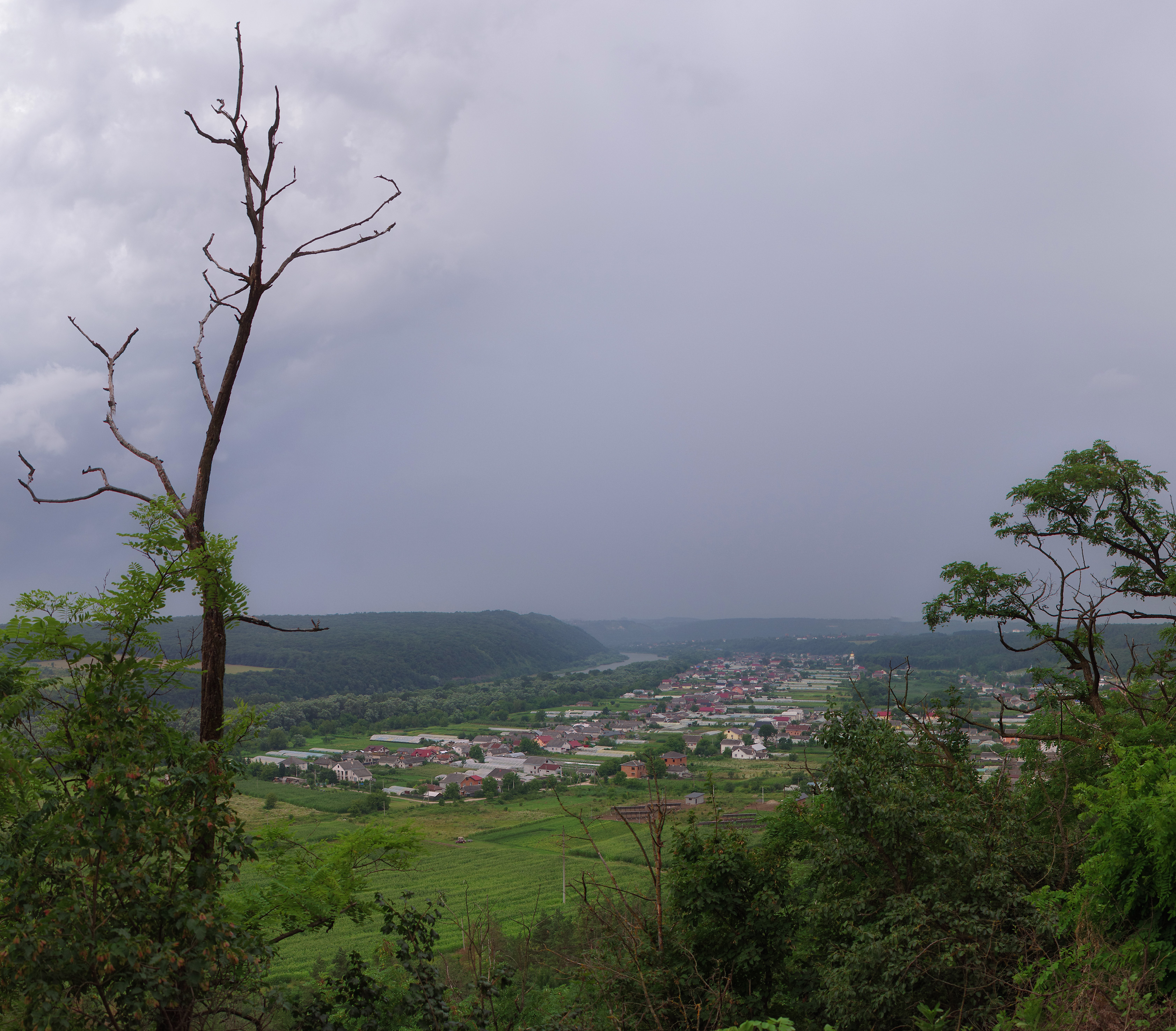
Панорама с. Добрівляни з оглядового майданчика на підйомі в с. Касперівці

- каплиця (1991).

## Природа
Неподалік від села розташовані природно-охоронні території:
- Обіжевський ботанічний заказник
- Урочище Криве
- Городоцько-Добрівлянський іхтіологічний заказник
- Відслонення п'ятої тераси Дністра

## Пам'ятники
Встановлено пам'ятні знаки на честь:
- скасування панщини,
- загиблим від чуми (1896),
- на честь 1000-ліття хрещення України-Русі
- 2000-ліття народження Ісуса Христа.

Споруджено пам'ятник воїнам-односельцям, полеглим у німецько-радянській війні (1967). Насипано символічну могилу Борцям за волю України (1992).

## Соціальна сфера
Діють загальноосвітня школа І-ІІ ступенів, бібліотека, народний музей хору «Добровляни», є стадіон.

## Відомі люди

### Народилися
- Воронський Михайло Михайлович («Душман») — український військовик, учасник російсько-української війни[7].
- Микола Кузняк — професор, український освітній діяч.
- Никорук Михайло Васильович— художник-різьбяр, (нар. 22 листопада 1904 - 1998).
- Іван та Р. Романки — диригенти,
- Наталя Шелепницька (Тиш) — співачка,

### Проживали
- Василь Верига — історик, громадський діяч, журналіст у Канаді,
- Мирослав Олійник — авіаконструктор,
- Микола Олійник — кандидат наук.

### Поховані
- Г. Кузняк — громадський діяч.